# Solarussa
Solarussa ist eine italienische Gemeinde (comune) mit 2253 Einwohnern (Stand 31. Dezember 2023) in der Provinz Oristano auf Sardinien. Die Gemeinde liegt etwa neun Kilometer nordöstlich von Oristano am Tirso.
In Solarussa befindet sich das Quellheiligtum Mitza Pidighi und die Nuraghe Pidighi.

## Verkehr
Der Bahnhof von Solarussa liegt an der Bahnstrecke Cagliari–Golfo Aranci Marittima.

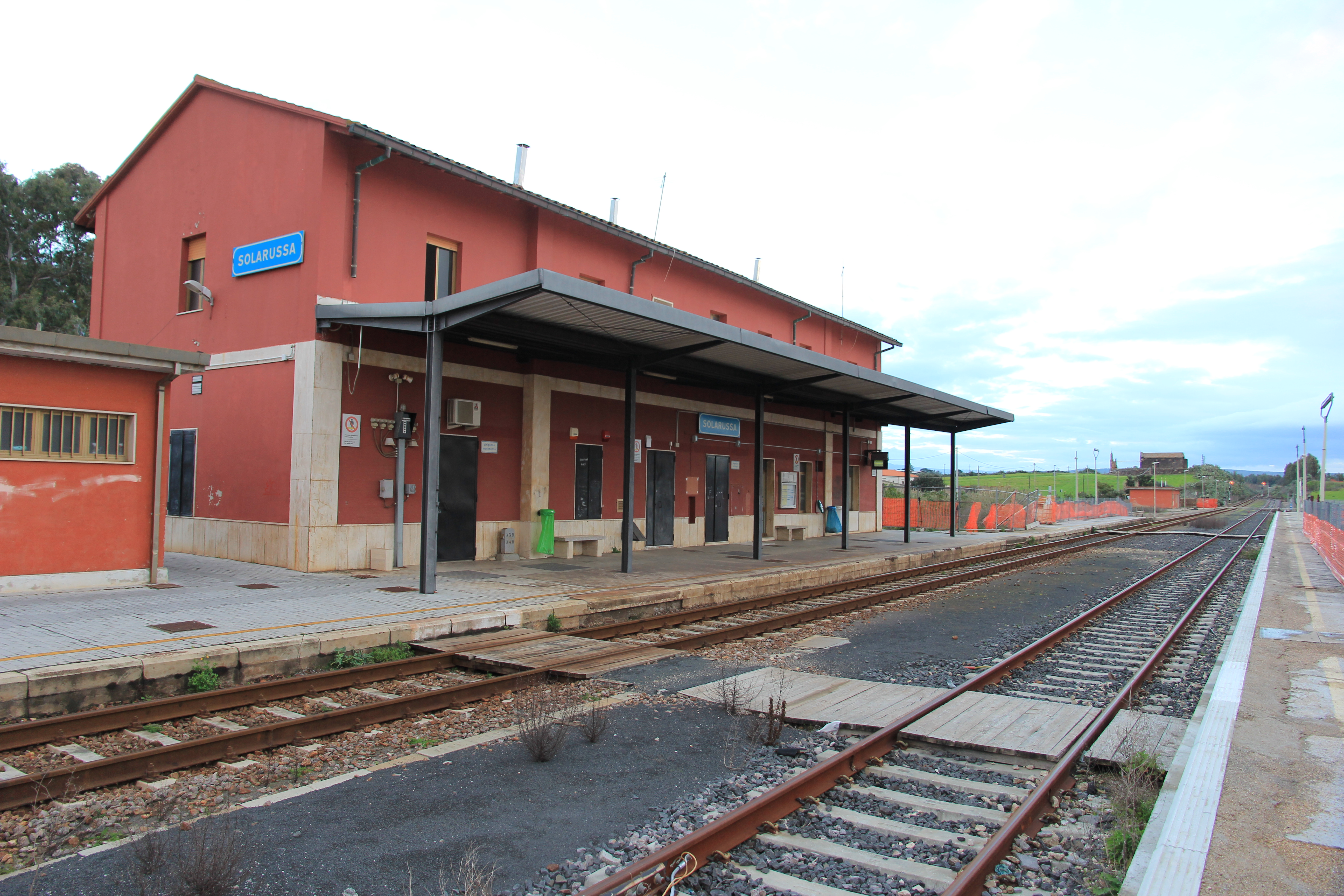
Bahnhof Solarussa